# Armin Kraft
Armin Kraft (* 22. August 1941 in Schneidemühl (Grenzmark Posen-Westpreußen); † 2. Dezember 2022) war ein deutscher evangelischer Theologe, Domprediger und Propst in der Evangelisch-lutherischen Landeskirche in Braunschweig.

## Biographie
Nach seiner Ordination begann Kraft als Pfarrer der Klosterkirche Riddagshausen. Im Jahre 1975 wurde er Domprediger am Braunschweiger Dom, der Stiftskirche St. Blasii. Von 1992 bis 2006 hatte er als Propst die geistliche Leitung der Propstei Braunschweig inne und nahm einen Predigtauftrag an der St. Martini-Kirche wahr.
Anlässlich seiner Verabschiedung im Jahr 2006 nannte ihn Landesbischof Friedrich Weber „40 Jahre lang das Gesicht der evangelischen Kirche in Braunschweig“. Dazu bei trug einerseits seine 25 Jahre währende pädagogische Tätigkeit am Wilhelm-Gymnasium in den Fächern Philosophie und Religion, andererseits auch seine „Kraft-Worte“, eine zweimal wöchentlich erscheinende Kolumne in einer Gratiszeitung mit flächendeckender Verbreitung. Die populären Beiträge fanden später den Weg in gedruckte Anthologien.
Kraft ist Verfasser von über 16 Büchern. Im Dom führte Kraft die täglichen Fünf-Minuten-Andachten ein.

## Das „Wunder von Braunschweig“
Bundesweite Bekanntheit erreichte Armin Kraft im Rahmen des „Wunders von Braunschweig“. Bis Januar 2014 wurden über 260.000 Euro von einem anonymen Spender für soziale Zwecke in Braunschweig gespendet; dreimal bedachte der Spender Krafts Sammlung gegen Kinderarmut.

## Ehrenamtliche Tätigkeiten
Nach dem Eintritt in den Ruhestand wurde Armin Kraft 2007 durch den Oberbürgermeister der Stadt Braunschweig Gert Hoffmann (CDU) zum ehrenamtlichen Beauftragten gegen Kinderarmut ernannt. Unter seiner Leitung wurden sehr erfolgreich Spenden gesammelt. So spendete im Dezember 2014 der Unternehmer Friedrich Knapp (New Yorker) 1 Million Euro.
Kraft war Vorsitzender des Fördervereins Alternative Sport e. V., einer Initiative zur Gewaltprävention für Kinder und Jugendliche in der Region Braunschweig.

## Kritik
2014 wurde gegen Armin Kraft Strafanzeige wegen Vorteilsannahme im Amt (§ 331 StGB), Unterschlagung (§ 246 StGB) und Diebstahl (§ 242 StGB) sowie wegen des Versuches der Erschleichung einer Finanzvollmacht und Erbschleicherei gestellt und ein Verfahren eingeleitet. Ihm wurde vorgeworfen, er habe von einer Bekannten über Jahrzehnte eine insgesamt sechsstellige Geldsumme angenommen (zu dem Zeitpunkt war die Dame, Charlotte W., bereits verstorben). Außerdem fehlten Goldbarren aus einem Schließfach (Wert 2016 ca. 1,8 Mio. €). Die Staatsanwaltschaft Braunschweig stellte das Verfahren mangels hinreichenden Tatverdachts ein (§ 171 StPO). Die Vorwürfe waren von der Großnichte und Testamentsvollstreckerin der zehn Erben erhoben worden. Der Verbleib des Goldes ist ungeklärt. Im weiteren Verlauf beschäftigte sich das Kirchengericht der Evangelisch-lutherischen Landeskirche Hannovers über 1,5 Jahre mit dem Fall, um die Einleitung eines Disziplinarverfahrens zu prüfen, leitete jedoch keines ein.
Der breiten Öffentlichkeit bekannt wurde der Fall erst im November 2016 durch Recherche und Berichterstattung des NDR. In einem TV-Interview mit dem NDR bestätigte Kraft die Zuwendungen, äußerte aber die Ansicht, dass das Verhältnis zu der Verstorbenen rein privater Natur gewesen sei und nichts mit seinem kirchlichen Amt zu tun gehabt habe. Es folgte wochenlange Berichterstattung in der Braunschweiger Zeitung.
Ende November 2016 erfolgte Krafts Rücktritt als ehrenamtlicher Beauftragter gegen Kinderarmut. Die Kirchenregierung der Evangelisch-lutherischen Landeskirche in Braunschweig stellte ein eingeleitetes Disziplinarverfahren nach Prüfung ein. Fünfzig Theologen der Evangelisch-lutherischen Landeskirche in Braunschweig unterschrieben daraufhin eine Stellungnahme, die unterstrich, dass das Annehmen von Geldspenden nicht üblich sei.

## Mitgliedschaften
- Vorsitzender der Citypfarrerkonferenz
- Vorsitzender des Gemeindeausschusses in der Landessynode
- Mitglied der Kirchenleitung in der Generalsynode der Vereinigten Lutherischen Kirchen

## Schriften (Auswahl)
- Nach-richten. Texte für den Alltag. Evangelisches Dompfarramt Braunschweig, Braunschweig 1978, ISBN 3-87065-567-4
- Kraft-Worte. Evangelisches Dompfarramt Braunschweig, Braunschweig 1978, ISBN 0-692-42261-7
- Der Sankt-Blasius-Dom zu Braunschweig: Seine Geschichte und seine Kunstwerke. Domstiftung St. Blasii, Braunschweig 1982
- Berührungspunkte. Zwischen Alltag und Sonntag Zweifel und Glauben Kirche und Welt. Domprobstei Braunschweig, Braunschweig 1990
- 365 Kraftworte und 1 für 1 Schaltjahr. Dompropstei Braunschweig, Braunschweig 1990